# 石川工業高等專門學校
石川工業高等專門學校（National Institute of Technology, Ishikawa College），日本國立高等專門學校之一。

## 簡介
一所位於石川縣的日本國立高等專門學校。簡稱石川高專，創設於1965年。

## 教育組織

### 本科（副學士課程）
- 機械工學科
- 建築學科
- 電氣工學科
- 電子情報工學科
- 環境都市工學科[2]

### 專攻科（學士課程）
- 電子機械工學專攻
- 環境建設工学專攻[3]

## 外部連結
- 石川工業高等專門學校 （页面存档备份，存于）